# Меланоз
Меланоз (греч. melánosis — почернение, от meláno — чернею) или гиперпигментация — меланопатия, усиленное образование и повышенное отложение в органах и тканях тёмно-коричневого или чёрного пигмента из группы меланинов, содержащегося в норме в коже, сетчатке глаза, мозговых оболочках, проявляющиеся в виде веснушек или пигментных родимых пятен. часто развивается в результате изменения функции желёз внутренней секреции (надпочечников, гипофиза, половых желёз); при этом пигментация может быть диффузной (например, при болезни Аддисона) или ограниченной (например, во время беременности — на лице, вокруг грудных сосков). Возможно развитие кожи в результате общей интоксикации организма углеводородами — то есть токсическая меланодермия, а также под влиянием физических, механических или химических раздражений (света, тепла, продуктов перегонки каменного угля).